# Ostedes subrufipennis
Ostedes subrufipennis är en skalbaggsart som beskrevs av Stefan von Breuning 1963. Ostedes subrufipennis ingår i släktet Ostedes och familjen långhorningar.
Artens utbredningsområde är Laos. Inga underarter finns listade i Catalogue of Life.